# Acanthogorgia ildibaha
Acanthogorgia ildibaha är en korallart som beskrevs av Manfred Grasshoff 1999. Acanthogorgia ildibaha ingår i släktet Acanthogorgia och familjen Acanthogorgiidae. Inga underarter finns listade i Catalogue of Life.